# Trận Hợp Phì
Trận Hợp Phì (合肥之戰, 217) là một trận đánh lớn thời Tam Quốc trong lịch sử Trung Quốc. Các lực lượng quân của Đông Ngô và Tào Ngụy đã giao chiến để giành quyền kiểm soát Hợp Phì (nay thuộc tỉnh An Huy). Hợp Phì đã là một thành Tào Tháo lệnh cho Lưu Phức xây dựng tại phía đông-nam của Tào Ngụy làm tuyến phòng thủ cho nước Ngụy. Do đó, việc bảo vệ Hợp Phì cực kỳ quan trọng đối với Tào Ngụy vì nếu Hợp Phì rơi vào Đông Ngô thì thành Hứa Xương sẽ bị lâm nguy. Đối với Đông Ngô, Hợp Phì là một vị trí chiến lược có thể ngăn chặn các cuộc xâm lấn của Tào Ngụy. Do đó, cả hai đã giao chiến để tranh giành Hợp Phì từ năm 208 đến năm 253 nhưng bất phân thắng bại.

## Trận đầu tiên
Tháng 11 năm 208, Tào Tháo đại bại tại trận Xích Bích, nhưng vẫn có lực lượng quân mạnh đóng ở phía bắc của Kinh Châu. Tháng 12, quân Ngô dưới sự chỉ huy của Chu Du đã chiếm Giang Lăng đang được Tào Nhân trấn giữ còn đích thân Tôn Quyền dẫn quân đánh Hợp Phì do Lưu Phức trấn giữ, với hy vọng sẽ tạo ra một chiến tuyến mới ở phía tây và phía bắc. Quân Tôn Quyền bao vây Hợp Phì và phái Trương Chiêu đi tấn công Đang Đô ở Cửu Giang, nhưng không thành công.
Tào Tháo phái Trương Hỉ giải vây Hợp Phì khi nhận được tin báo. Quân Tôn Quyền đã bao vây Hợp Phì cho đến năm sau nhưng vẫn không thể phá thành. Tôn Quyền quyết định đích thân dẫn một đội kỵ binh tấn công nhưng Trương Hoành khuyên Tôn Quyền không nên và Tôn Quyền đã từ bỏ kế hoạch của mình.
Hợp Phì đã bị vây và tấn công nhiều lần trong vài tháng. Tưởng Tế, cấp phó của Lưu Phức, đã khuyên ông phái ba tướng ra ngoài thành với những phong thư giả mạo rằng viện quân của Trương Hỉ đã đến. Tôn Quyền bắt được hai trong ba tướng và đọc những lá thư giả mạo này và tưởng rằng viện quân của Tào đã đến thật nên đã lệnh cho quân rút lui.